# Colle di Portet-d'Aspet
Il Colle di Portet-d'Aspet (in francese Col de Portet-d'Aspet) è un valico francese dei Pirenei situato alla quota di 1.069 m s.l.m. nel dipartimento dell'Alta Garonna, regione Occitania, collega le valli dei fiumi Ger e Bouigane.

## Storia
Frequente punto di passaggio di tappa del Tour de France di ciclismo, ha conosciuto triste notorietà il 18 luglio 1995, allorquando, durante la discesa del colle, il ciclista italiano Fabio Casartelli ha perso la vita dopo una caduta. Da quel giorno, sul Portet-d'Aspet è stata innalzata una stele in memoria dello sfortunato corridore italiano, presso la quale si ferma a rendergli omaggio il Tour tutte le volte che transita sul Portet-d'Aspet.

## Apparizioni al Tour de France
Il Colle di Portet d'Aspet ha avuto la sua prima apparizione nel Tour de France del 1910; da allora, il colle, è stato introdotto nel percorso per 32 volte.
| Anno | Tappa | Categoria | Primo in Vetta          |
| ---- | ----- | --------- | ----------------------- |
| 2021 | 16    | 2         | Patrick Konrad (AUT)    |
| 2015 | 12    | 2         | Georg Preidler (AUT)    |
| 2014 | 16    | 2         | Thomas Voeckler (FRA)   |
| 2013 | 9     | 2         | Arnold Jeannesson (FRA) |
| 2011 | 14    | 2         | Mickaël Delage (FRA)    |
| 2010 | 15    | 2         | Thomas Voeckler (FRA)   |
| 2007 | 15    | 2         | Laurent Lefevre (FRA)   |
| 2005 | 15    | 2         | Erik Dekker (NED)       |
| 2004 | 13    | 2         | Sylvain Chavanel (FRA)  |
| 2003 | 14    | 2         | Richard Virenque (FRA)  |